# Иштван Киш
Иштван Киш (Керешладањ, 4. мај 1857 — Будимпешта, 9. јануар 1902) био је мађарски архитекта и универзитетски професор.

## Биографија
Гимназију је завршио у Великом Варадину и Будиму. Започео је студије као стипендиста на Краљевском мађарском универзитету „Јожеф” у Будимпешти 1875. године. Године 1878. одлази на студијско путовање у Немачку, Француску и Енглеску, а 1880. године стиче диплому архитекте. За време студија предавао је у гимназији 4. округа у Будимпешти, а од 1880. до 1882. године као асистент на факултету. Од 1882. до 1885. године поново борави у иностранству као стипендиста министарства вера и народне просвете. У том периоду био је студент Теофила Ханзена на Академији лепих уметности у Бечу. По повратку из иностранства радио је као професор на Краљевском универзитету уметности „Јожеф” у Будимпешти. Деведесетих година 19. века пројектовао је готово искључиво судске зграде. Био је члан управног одбора Мађарског друштва инжењера и архитеката, члан савета удружења и одбора издавачке куће; ванредни члан Мађарског друштва примењених уметности и Националног савета за јавно здравље. У децембру 1901, његов стари проблем са бубрезима се поново појавио и умро је 9. јануара 1902. у 45. години.

## Научни радови
- Камен Свете Маргарете, Будимпешта (1884)
- Архитектура северозападне Европе, Будимпешта (1885)
- Камене конструкције косих сводова, Будимпешта (1886) Шест плоча са цртежима(сва три посебна издања из Билтена Мађарског инжењерског и архитектонског друштва)

## Дела
У Будимпешти
- Кућа Ласло, 1893-1897.
- Клиника за акушерство и гинекологију, 1894-1898.
- Дом за незбринуту децу, 1897.
- II хируршка клиника, 1898-1900.
- Сопствена кућа, 1899-1900.
- Болница Братства Светог Јована, 1903.

У данашњој Мађарској
- Жупанијска палата у Веспрему, 1885-1887.
- Зграда суда у Калочи, 1896-1897.
- Казнено-поправни завод и затвор у Калочи, 1896-1897.
- Казнено-поправни завод жупаније Боршод-Абауј-Земплен у Мишколцу, 1898-1902.
- Зграда суда у Мишколцу, 1899.

У суседним земљама
- Трговачка академија у Зрењанину, 1892.
- Финансијска палата у Зрењанину, 1893.
- Зграда суда у Великом Варадину, 1898.
- Зграда суда у Деви, 1898-1899.
- Зграда суда у Брашову, 1900-1902.
- Зграда суда у Тргу Мурешу
- Зграда суда у Љевочи
- Зграда суда у Њитри
- Зграда суда у Бањској Бистрици
- Зграда суда у Коморану

## Галерија
- Финансијска палата у Зрењанину
- Трговачка академија у Зрењанину
- Болница Братства Светог Јована
- Жупанијска палата у Веспрему
- Дом за незбринуту децу у Будимпешти
- Зграда суда у Брашову
- Казнено-поправни завод у Калочи
- I гинеколошка клиника у Будимпешти
- II хируршка клиника у Будимпешти